# Deys
Deys, właściwie Dawid Czerwiak (ur. 28 lipca 1993), znany również jako Grimmy – polski raper/wokalista urodzony w Skarżysku-Kamiennej a aktualnie reprezentujący Kraków.
Założyciel (wraz z Zero) marki i labelu Hashashins. Współpracował ponadto z takimi wykonawcami jak: Quebonafide, Kartky, Tymek, VNM, Te-Tris, Guzior, LaikIke1, Bonson, schafter, Filipek, Szpaku, Żabson, Kuban, Zero, Przyłu, Dianka i wielu innych.
Deys działał w podziemiu od 2008 roku wydając mixtape Pro Fill oraz EP Coldwave. W tamtym okresie poza muzyką był właścicielem największego portalu C-walkowego w Polsce C-walk.pl. Jest mocno związany z polskim środowiskiem rolkowym (Rollerblading, Aggressive inline skating).
Rozgłos uzyskał dopiero dzięki projektowi Audiogramy, który ukazał się 5 stycznia 2014 roku. Zaczął pojawiać się gościnnie u bardziej znanych raperów. W roku 2015 przypieczętował swoją pozycję na scenie mixtape'em Imprimatur. W międzyczasie pojawiły się również takie projekty jak TenDaysEP (w10dniEp) i pierwsza płyta Hashashins - Ta'Will.
25 listopada 2016 roku wydał swój pełnoprawny, legalny debiut – płytę Roku pora piąta, który ukazał się nakładem QueQuality. W 2017 roku Deys wraz z Zero założył własne wydawnictwo płytowe Hashashins Label i wydał w nim swój drugi legalny album Tape of the Ninja. Rok 2018 to kontynuacja rozwoju Hashashins Label. 14 grudnia 2018 roku został wydany album Deysa Oczka, na którym pojawili się: Igrekzet, Szpaku, Kukon, Dianka, Kobik, Barto'cut12, schafter, Przyłu oraz Młodszy Joe.
W styczniu roku 2020 ukazała się płyta Brawurowo i pusto, na której zadebiutował pod pseudonimem Grimmy. 28 kwietnia 2020 roku wypuszczono EP pod tytułem Spopielacz. Cały projekt został zrobiony w 7 dni. .
Deys w swojej twórczości łączy rap, rock alternatywny, punk rock, retro wave i wiele innych.

## Dyskografia
Albumy
| Rok  | Album                                                                          | Pozycja na liście |
| Rok  | Album                                                                          | POL               |
| ---- | ------------------------------------------------------------------------------ | ----------------- |
| 2008 | Pro Fill - Data: 24 marca 2008 - Wydawca: Brak                                 | –                 |
| 2011 | Coldwave (EP) - Data: 15 kwietnia 2011 - Wydawca: Brak                         | –                 |
| 2014 | Audiogramy (mixtape) - Data: 5 stycznia 2014 - Wydawca: SB Maffija Label       | –                 |
| 2015 | Imprimatur (mixtape) - Data: 24 marca 2015 - Wydawca: Brak                     | –                 |
| 2015 | TenDaysEP (EP) - Data: 15 listopada 2015 - Wydawca: QueQuality                 | –                 |
| 2016 | Roku pora piąta - Data: 25 listopada 2016 - Wydawca: QueQuality                | 9                 |
| 2017 | Tape of the Ninja (Vox) - Data: 8 grudnia 2017 - Wydawca: Hashashins           | 13                |
| 2018 | Oczka - Data: 14 grudnia 2018 - Wydawca: Hashashins                            | 3                 |
| 2020 | Brawurowo i pusto (jako Grimmy) - Data: 24 stycznia 2020 - Wydawca: Hashashins | –                 |
| 2020 | Spopielacz (EP) - Data: 28 kwietnia 2020 - Wydawca: Hashashins                 | –                 |
| 2021 | Kompot - Data: 19 marca 2021 - Wydawca: Hashashins                             | –                 |
| 2022 | Imprimatur II (mixtape) - Data: 28 lipca 2022 - Wydawca: Hashashins            | –                 |
| 2023 | Dead Weather (jako Grimmy) - Data: 19 grudnia 2023 - Wydawca: Hashashins       | –                 |